# Ночнар південний
Ночна́р південний (Lyncornis macrotis) — вид дрімлюгоподібних птахів родини дрімлюгових (Caprimulgidae). Мешкає в Південній і Південно-Східній Азії.

## Опис

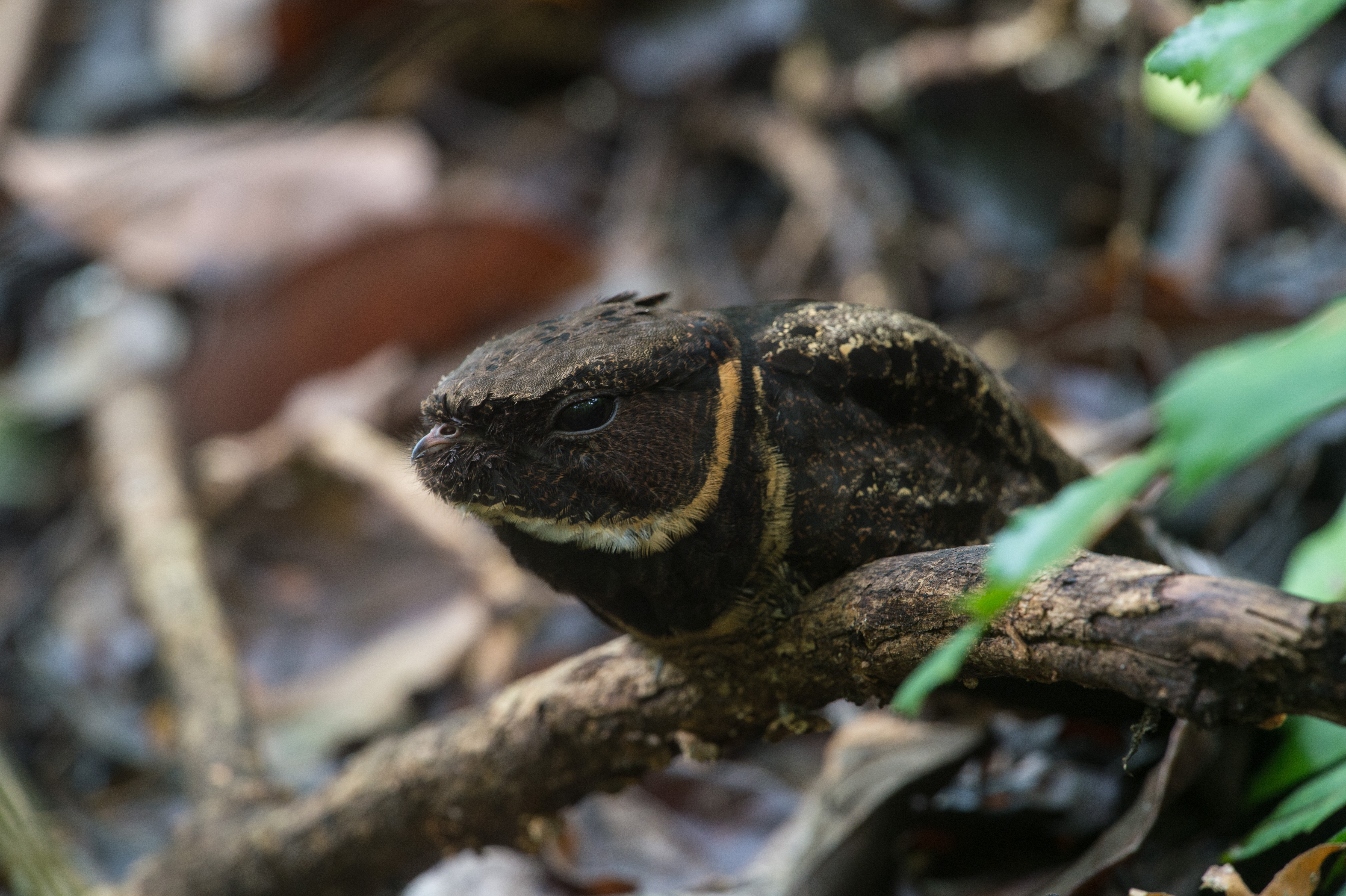
Південний ночнар

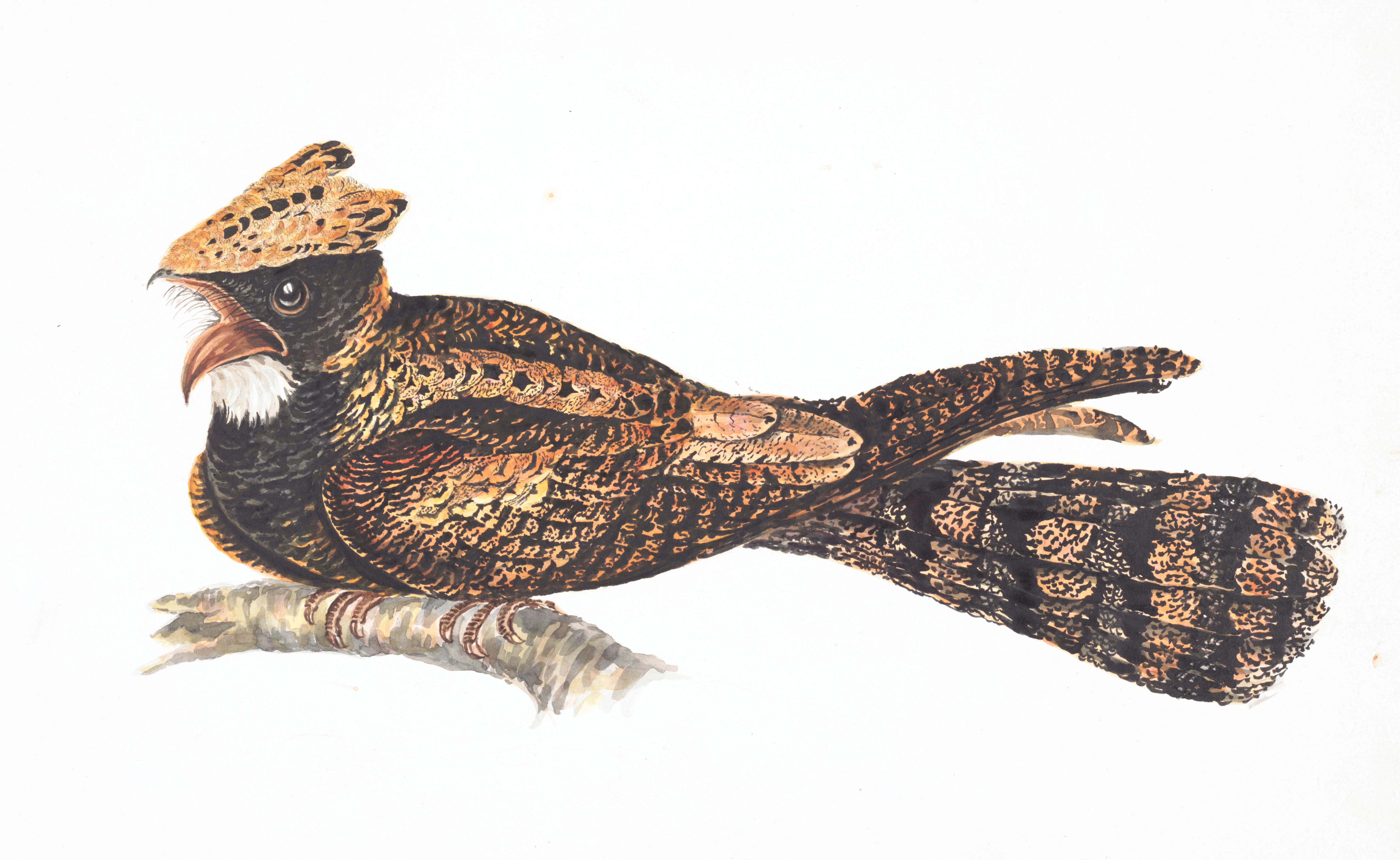
Південний ночнар

Південні ночнарі є найбільшими представниками родини дрімлюгових, їх довжина становить 31-41 см. Самці цього виду важать в середньому 131 г, самиці — 151 г, що робить південних ночнарів другими за вагою представникіми своєї родини після накунд. Забарвлення переважно сірувато-коричневе, поцятковане тонкими світлими смужками. Тім'я, спина, живіт і боки сірувато-охристі, нижня частина тіла поцяткована темно-коричневими смугами. На шиї білуватий "комір". На голові є рудуваті пір'яні "вуха", схожі на вуха сов.  Хвіст довгий. поцяткований золотисто-охристими і чорними смугами. Білі плями на крилах і хвості відсутні.

## Підвиди
Виділяють п'ять підвидів:
- L. m. cerviniceps Gould, 1838 — від Бангладеш і Північно-Східної Індії до південного Китаю, Індокитаю і півночі Малайського півострова;
- L. m. bourdilloni Hume, 1875 — Західні Гати (південно-західна Індія);
- L. m. macrotis (Vigors, 1831) — Філіппінський архіпелаг (за винятком Західних Вісаїв, Палавану і сусідніх островів та архіпелагу Сулу);
- L. m. jacobsoni Junge, 1936 — острів Сімелуе (на південний захід від Суматри);
- L. m. macropterus Bonaparte, 1850 — острови Сулавесі, Сангіхе[en], Талауд[en], Банґґаї[en] і Сула[en].

## Поширення і екологія
Південні ночнарі мешкають в Індії, Бангладеш, М'янмі, Таїланді, Китаї, Лаосі, В'єтнамі, Камбоджі, Малайзії, Індонезії та на Філіппінах. Вони живуть у вологих рівнинних тропічних лісах, в сухих чагарникових заростях та на луках. Зустрчаються на висоті до 1000 м над рівнем моря. Живляться комахами, яких ловлять в польоті. Відкладають яйця в неглибоку ямку в землі. В кладці 1 яйце.